# Аллея ангелов
Алле́я а́нгелов — мемориальный комплекс в память о детях, погибших в ходе войны в Донбассе, расположенный в парке культуры и отдыха оккупированного Россией Донецка. Открыт 5 мая 2015 года после установки памятного знака, а 2 июня 2017 года в композицию аллеи добавлен памятник «детям Донбасса». Перенесён в парк имени 30-летия Победы у «Дворца пионеров» Калининского района, по бульвару Шевченко.
С декабря 2014 года на оккупированной Россией территории Донбасса создалась своя «политика памяти», выраженная в более 100 мемориальных объектах, табличках, знаках и соответствующих практиках. «Аллея ангелов» является одним из самых известных комплексов. Смерти детей используются российской пропагандой для продвижения нарратива, что Россия возвращает утерянные территории, освобождая их от нацистов-украинцев, проводящих геноцид этнических русских.

## История сооружения

### Открытие Аллеи ангелов
Инициатива открытия мемориала принадлежала инициативной группе Донецкого городского волонтёрского центра в лице председателя Дмитрия Чернышева, который от лица центра предложил увековечить память детей, погибших в ходе войны на востоке Украины. Это предложение получило единогласную поддержку всех членов городской администрации, в том числе главы Донецка Игоря Мартынова.
Пресс службой администрации города в лице руководителя Владимира Келера был проведён конкурс, на котором единогласно победил проект донецкого кузнеца Виктора Михалева. Финансирование проекта проводилось как за счёт частных пожертвований, так и за счёт предприятий, таких как ООО «СпецИздат» (ДНР), ООО «Альфатек» (Россия).
В качестве места установки первоначального памятного знака был выбран сквер парка недалеко от детской Малой железной дороги. Была обустроена площадка, уложена тротуарная плитка и 3 мая 2015 года установлена мемориальная плита из красного токовского гранита, на которой золотыми буквами выбита надпись: «Аллея Ангелов. Памяти погибших детей Донбасса». Открытие мемориала состоялось 5 мая 2015 года.
После изготовления основного мемориального комплекса была установлена кованая арка высотой 2,5 и шириной 2 метра. Арка состоит из роз (символа Донецка), между ними вплетены гильзы крупнокалиберного пулемёта, а также голуби как символ мира, к которому стремится население региона. Под аркой расположена гранитная плита, где в алфавитном порядке выбиты имена погибших детей и их возраст, двум самым младшим из них менее года.
Сейчас[когда?] арка и плита с именами перенесены в парк Победы, «Дворец пионеров» Калининского района, по бульвару Шевченко.

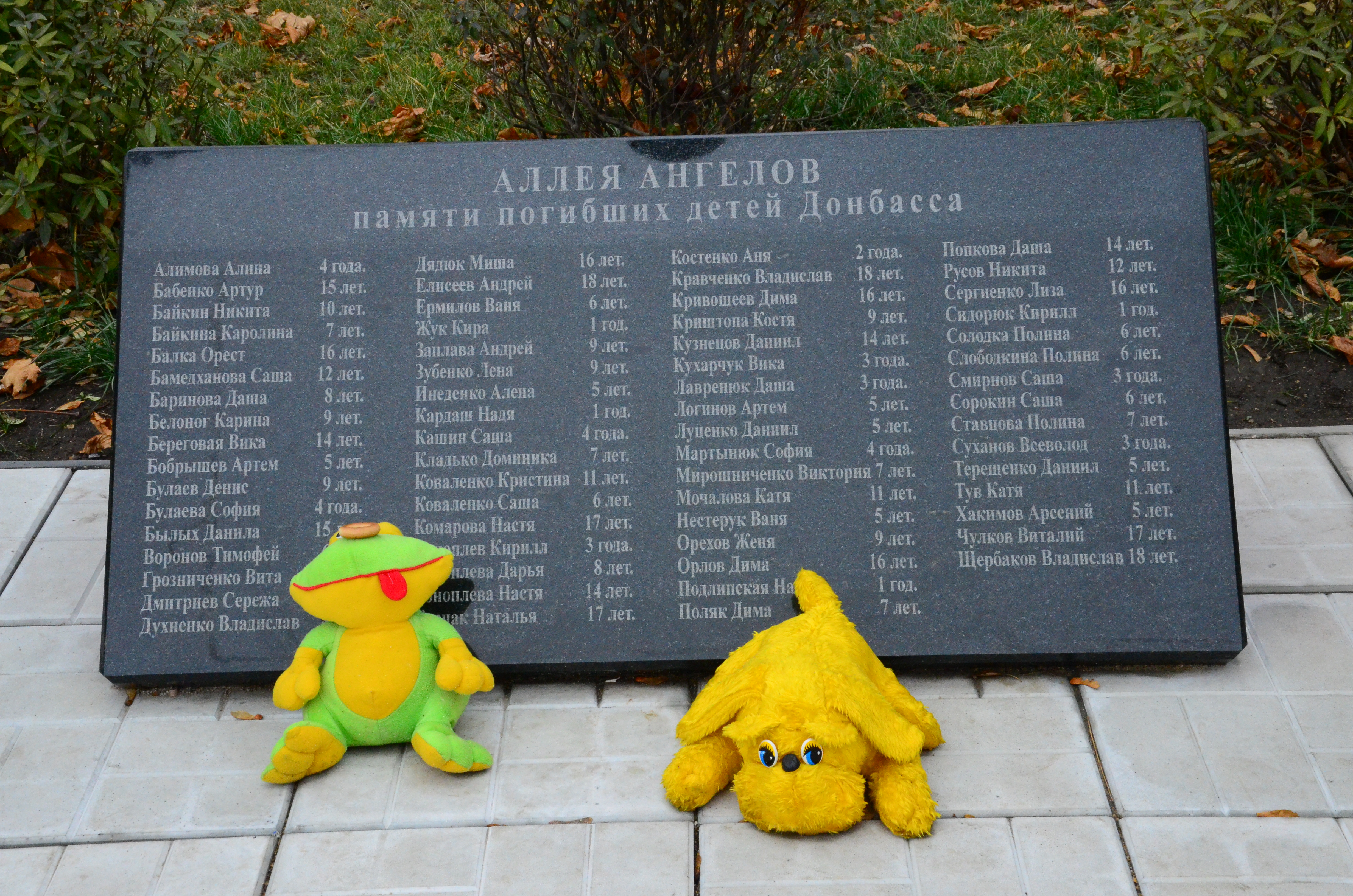
Плита с именами погибших детей в Парке им. 30-летия Победы

### Памятник детям Донбасса
На скульптурной композиции мальчик смотрит в небо, прикрывая собой младшую сестрёнку.

Композиция была установлена на Аллее ангелов и открыта 2 июня 2017 года. В финальной части мероприятия состоялся молебен о воцарении мира на Донбассе.

Памятник «детям Донбасса»

## Обстоятельства гибели
Несмотря на то, что ко всем погибшим есть комментарий с обстоятельствами гибели, часто в них написано лишь «погиб при детонации украинского боеприпаса» или «от обстрела ВСУ», без подробностей и указания дат.
Некоторые обвинения в адрес Вооружённых сил Украины оспариваются. Например, в обстоятельствах гибели Суглобовой В. (с. Хрящеватое) указано, что грузовик, на котором эвакуировались мирные жители, был намеренно заминирован бойцами батальона «Айдар» и впоследствии ими же подорван. Однако, по данным СНБО Украины, колонна с мирными жителями была обстреляна артиллерией со стороны сепаратистов.
Получила известность история Полины Солодкой, для которой в качестве фотографии использовалось фото убитой в Уссурийске 8-летней Насти Луцышиной. В дальнейшем её имя исчезло с монумента в парке, однако осталось на памятном сайте. В описательной части указано, что Полина Солодкая — «первая из убитых детей Донбасса».

## Донбасс
Несмотря на то, что с 2014 года большая часть украинского Донбасса находилась под контролем правительства Украины, в российских СМИ Донбасс фигурировал исключительно в виде сепаратистского региона, желающего отделения от Киева. Поэтому, хотя в сопроводительной информации на сайте и памятниках указано Памяти детей Донбасса, в самом списке вписаны дети, погибшие только на территории, подконтрольной сепаратистам. В 2022 году, после начала полномасштабного вторжения России в Украину, украинский историк Надежда Темирова характеризует комплекс как проявление цинизма, потому что за восемь месяцев полномасштабной российской агрессии в Украине погибли более 400 детей, больше всего в Донецкой и Луганской областях, в то время как на гранитной плите Аллеи ангелов, использовавшейся в пропаганде, выбиты имена 66 детей.
Исключением можно назвать Криштопа К. (г. Марьинка, его имя есть на плите в Парке им. 30-летия Победы), погибшего в 2015 году. При этом на сайте указано, что Криштопа погиб «в оккупированной украинскими националистами Марьинке» от попадания снаряда, без уточнения, кем именно был выпущен снаряд.

## Использование для поддержки вторжения России на Украину
В 2022 году, в связи со вторжением России на Украину, российские власти стали активнее распространять миф о геноциде русских украинцами. Утверждение о том, что Украина «восемь лет бомбила Донбасс», стало одним из наиболее распространённых клише российской пропаганды, широко повторяемым российскими гражданами для оправдания агрессии их страны против соседа. Созданием Аллеи ангелов Россия использовала жертв конфликта в качестве символического напоминания о предполагаемом геноциде русских украинцами. Канадский историк Ян Гарнер отметил, что российские СМИ не уделяют внимания тому, что события, приведшие к страданиям украинцев, были инициированы именно Россией, и что она обладает возможностью прекратить военные действия, покинув территорию Украины.
Исследователи геноцидальных действий России на Украине привели российскую риторику об Аллее ангелов в пример того, как утверждением России о «предотвращении геноцида русских в Украине» оправдывались геноцидальные действия России против украинского населения. Ссылки на Аллею ангелов также используются в схожих контекстах в социальных сетях для поддержки войны с Украиной.
В 2022 году в Интернете начали массово распространяться видеоролики, призывающие к поддержке военных действий против Украины. В большинстве из этих видеоматериалов инфлюэнсеры без предоставления доказательств утверждают о наличии геноцида в Донецкой и Луганской областях Украины в течение восьми лет. Тиктокеры повторяли тезисы президента России Владимира Путина относительно начала вторжения на Украину. Российские инфлюэнсеры также почти дословно повторяли один и тот же текст, осуждающий Украину за гибель детей. В роликах встречались практически идентичные высказывания, такие как «Все обвиняют Россию, но закрывают глаза, что Донбасс находится под огнём в течение восьми лет» и «Россия хочет принести мир». Часто в роликах упоминалась Аллея ангелов, а также делалось заявление о том, что на Донбассе «погибли сотни невинных детей», а обстрелы мирных жителей продолжаются. Идентичность в содержании указывает на возможную координацию или предварительное предоставление этих тезисов для российских видеоблогеров.
Впоследствии большинство подобных роликов были удалены. Многие пользователи TikTok заявили, что им поступали предложения о вознаграждении за размещение таких видео, и выражают мнение о том, что российское правительство может предоставлять стимулы для публикации данных материалов с целью воздействия на молодежь и формирования определённого мнения относительно военного вторжения.

## Факты
- Каждый год в Международный день защиты детей, отмечаемый 1 июня, на мемориале проходят возложения цветов и траурные митинги, пропагандирующие украинофобию[18].